# Aleksandr Podymov
Aleksandr Valeryevich Podymov (tiếng Nga: Александр Валерьевич Подымов; sinh ngày 22 tháng 7 năm 1988) là một cầu thủ bóng đá người Nga. Anh thi đấu cho FC Tekstilshchik Ivanovo.

## Sự nghiệp câu lạc bộ
Anh có màn ra mắt tại Giải bóng đá ngoại hạng Nga năm 2006 cho F.K. Torpedo Moskva.